# Militaire Luchtvaart van het Koninklijk Nederlandsch-Indisch Leger
La Militaire Luchtvaart van het Koninklijk Nederlandsch-Indisch Leger, identificata anche con la sigla ML-KNIL, tradotto dalla lingua olandese Forza aerea del Reale esercito delle Indie Orientali Olandesi ed internazionalmente nota con la dizione in lingua inglese Royal Netherlands East Indies Army Air Force, era la componente aerea del Koninklijk Nederlandsch-Indisch Leger (KNIL), il Reale esercito delle Indie Orientali Olandesi ovvero l'esercito coloniale che i Paesi Bassi avevano costituito nell'allora colonia delle Indie Orientali Olandesi.
Costituita ufficialmente il 30 marzo 1939 come forza aerea indipendente dalla Luchtvaartafdeling, si era sviluppata dalle preesistenti Luchtvaartafdeling-KNIL (LA-KNIL), il servizio aereo sperimentale istituito nel 1915 che nel 1921 assunse l'ufficialità con il Proefvliegafdeling (PVA-KNIL), e rimase operativa fino al 1950, quando gli esiti della Guerra d'indipendenza indonesiana crearono le basi di una nuova identità nazionale, l'Indonesia, che ottenne l'indipendenza dai Paesi Bassi ed il riconoscimento internazionale come nuovo stato.

## Storia

### Seconda guerra mondiale

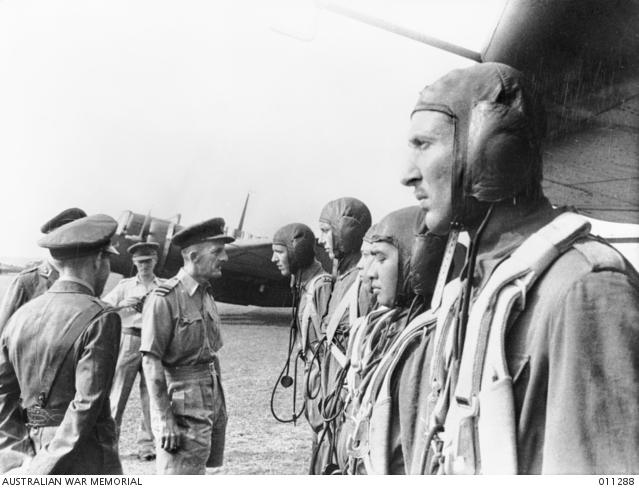
L'Air Vice-Marshal Conway Pulford mentre passa in rassegna i piloti della ML-KNIL a Singapore, gennaio 1942.

Il 1º gennaio 1942 le forze armate olandesi aderirono all'American-British-Dutch-Australian Command, il comando delle operazioni unificato americano-britannico-olandese-australiano, ma a causa dell'inizio dell'invasione giapponese la ML-KNIL non riuscì a schierare i propri reparti a fianco degli alleati al massimo delle loro risorse operative. L'evasione di un precedente ordine di velivoli che dovevano integrare quelli già in organico non riuscì ad essere evaso che con un limitato numero di unità costituita in gran parte da modelli oramai obsoleti.
In quel momento la forza aerea delle Indie Orientali era costituita da cinque Gruppi di volo, tre da bombardamento e due da caccia, ognuno dei quali formato da tre a quattro squadron. Ad un sesto gruppo era affidato il supporto logistico, il trasporto e la formazione del personale. I velivoli da ricognizione vennero posti sotto il comando diretto del KNIL per una migliore cooperazione con le truppe a terra. Nonostante la resistenza offerta, la situazione delle colonie olandesi volse ben presto a favore delle forze d'invasione giapponesi e i velivoli sopravvissuti furono costretti a spostarsi verso l'Australia settentrionale per continuare le loro missioni.
Dopo la caduta delle Indie Orientali Olandesi vennero costituiti tre squadron formati da personale misto australiano-olandese. Il primo di questi, il No. 18 (NEI) Squadron RAAF, venne costituito nell'aprile 1942, equipaggiato con il bombardiere medio North American B-25 Mitchell. Il secondo squadron congiunto australiano-olandese, il No. 119 (NEI) Squadron RAAF, anch'esso da bombardamento, rimase operativo solo tra il settembre ed il dicembre 1943 quando venne sciolto per formare il No. 120 (NEI) Squadron RAAF, un reparto di volo da caccia.
Sia il No. 18 che il No. 120 Squadron furono impiegati operativamente in azioni belliche contro i giapponesi durante la seconda guerra mondiale e contro i nazionalisti indonesiani durante la Guerra d'indipendenza indonesiana, prima di essere sciolto nel 1950.

## Distintivi ottici di riconoscimento
Dopo che la Luchtvaartafdeling-KNIL (LA-KNIL) abbandonò il semplice distintivo del cerchio uniforme color arancione per passare nel 1919 alla coccarda a tre settori rosso, bianco e blu con al centro un piccolo cerchio arancione (lo stesso adottato dall'attuale Koninklijke Luchtmacht), mantenuta anche dal Proefvliegafdeling (PVA-KNIL) fino al 1929, con l'istituzione della ML-KNIL venne adottato un triangolo equilatero arancione bordato di nero con uno dei vertici orientato verso il basso, per evitare che fosse troppo complesso da identificare. Questo rimase fino al 1942 quando venne introdotta la bandiera con i colori nazionali che rimase fino al 1948 sulla gran parte dei velivoli, per riadottare l'originale rosso-bianco-blu con centro arancione.

## Velivoli utilizzati

### 1915-1918
- Deperdussin-Brouckère Monoplane (mai volato)
- Farman HF.22 (variante del Farman HF.20)
- Léon de Brouckère No.1 & No.2 (da ricognizione ed addestramento, copie Farman)
- Martin Model R
- Martin TA
- Martin TE
- Martin TT

### 1919-1935

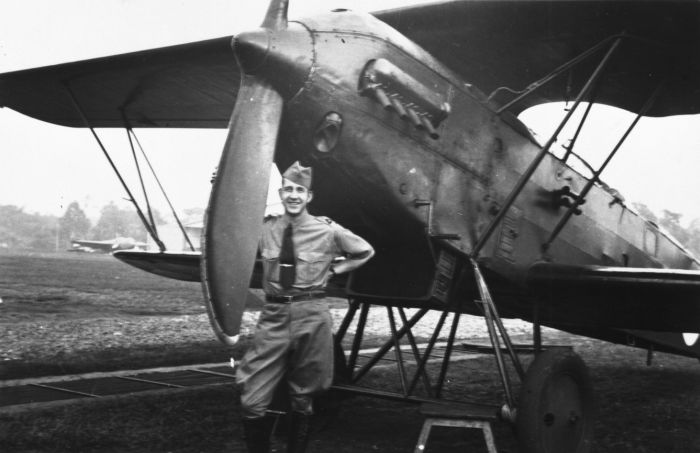
Un pilota posa vicino al suo Fokker C.V, 1937.

- Avro 504K
- Curtiss P-6E Hawk
- de Havilland DH.9
- Fokker C.IV
- Fokker C.V (D/E)
- Fokker C.X[1]
- Fokker DC.1
- Fokker D.VII
- Fokker F.VIIb-3m
- Fokker S.IV
- Morane-Saulnier AR / MS.35
- NVI F.K.31
- Pander D
- Vickers Viking

### 1936-1950

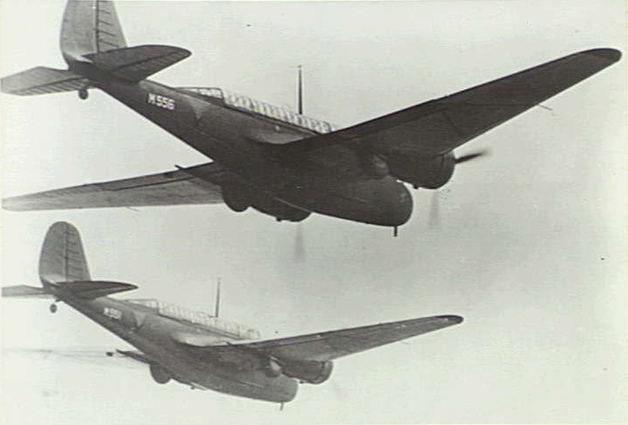
Bombardieri Martin 166 della ML-KNIL sorvolano il cielo della Malesia nel gennaio 1942.

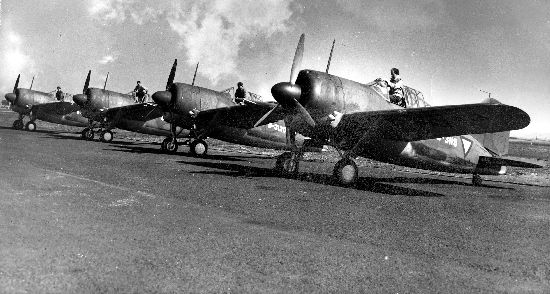
Caccia Brewster F2A Buffalo della ML-KNIL.

- Brewster B-339C/D[1] (designazione dei Brewster Buffalo per il mercato estero)
- Bücker Bü 131 Jungmann
- CAC CA-6 Wackett
- Curtiss P-40E/N Kittyhawk
- Curtiss Model 75A-7[1] (designazione dei P-36 Hawk per il mercato estero)
- Curtiss-Wright CW-21B[1]
- Curtiss-Wright CW-22 Falcon
- de Havilland DH.82 Tiger Moth
- Douglas C-47 Dakota
- Douglas C-54 Skymaster
- Douglas DC-3
- Fairchild F-24R-9
- Glenn Martin 139/166[1] (designazione dei B-10 per il mercato estero)
- Hawker Hurricane IIb
- Mitsubishi Ki-57 "Topsy"
- Koolhoven F.K.51[1]
- Lockheed 212[1]
- Lockheed 12
- Lockheed L-18 Lodestar
- Lockheed C-60 Lodestar
- Messerschmitt Bf 108 B-1
- Noorduyn Norseman
- North American AT-16 Harvard
- North American B-25 MitchellC/D/J
- North American P-51 MustangD/K)
- Piper J-4E
- Piper L-4J
- Ryan STM-2
- Taylorcraft L-2 Grasshopper
- Waco EGC-7
- Waco UKC

## Comandanti
- 1915 Captain C.E. Visscher
- 1917 Captain C.L. Vogelesang
- 1919 Captain C. van Houten
- 1921 Captain J.A. Roukes
- 1924 Captain P.F. Hoeksema de Groot
- 1927 Major J. Beumer
- 1928 Lieutenant-Colonel J.H. Wesseling
- 1932 Major G.A. Ilgen
- 1934 Major-General L.H. van Oyen[2]
- 1945 Major-General E.T. Kengen
- 1946 Colonel P.J. de Broekert
- 1948 Major-General C.W. van der Eem